# Ordine al merito della Lituania
L'Ordine al merito della Lituania è un ordine cavalleresco lituano.

## Storia
L'ordine è stato fondato il 18 giugno 2002.

## Classi
L'ordine dispone delle seguenti classi di benemerenza:
- Gran croce
- Commendatore di gran croce
- Croce di commendatore
- Croce di ufficiale
- Croce di cavaliere

| Nastri             |                    |                       |                            |            |
| Croce di cavaliere | Croce di ufficiale | Croce di commendatore | Commendatore di gran croce | Gran croce |

## Insegne

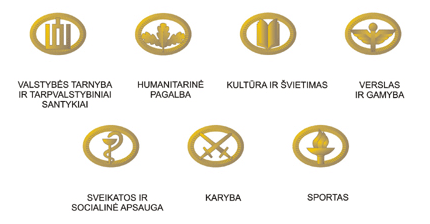
Piastre delle insegne

La "medaglia" è unita al nastro tramite una piastra che varia a seconda del campo di merito dell'insignito:
- Colonne di Gediminas: funzione pubblica e relazioni internazionali
- Tre foglie di quercia: aiuti umanitari
- Un libro aperto: cultura e istruzione
- Ali di Mercurio: affari e industria
- Bastone di Esculapio: sanità e previdenza sociale
- Spade incrociate: affari militari
- Torcia: sport

Il nastro è rosso moiré, con strisce gialle e verdi ai bordi

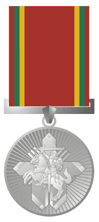
Medaglia
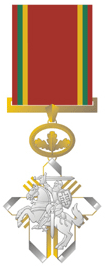
Croce di cavaliere
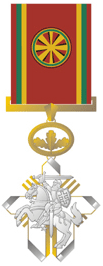
Croce di ufficiale
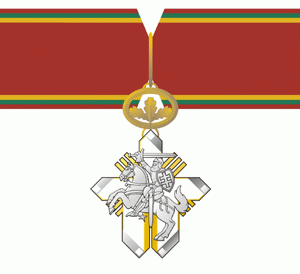
Croce di commendatore
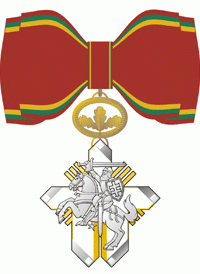
Croce di commendatore (donna)
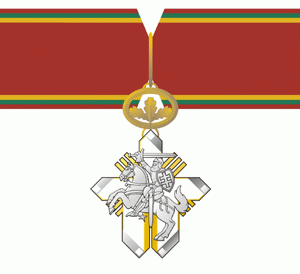
Commendatore di gran croce
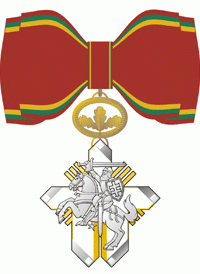
Commendatore di gran croce (donna)
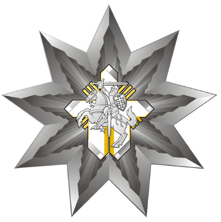
Commendatore di gran croce (stella)
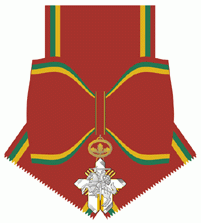
Gran croce
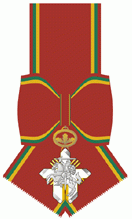
Gran croce (donna)
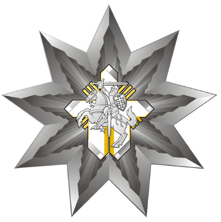
Gran croce (stella)